# الفيضانات في الكويت

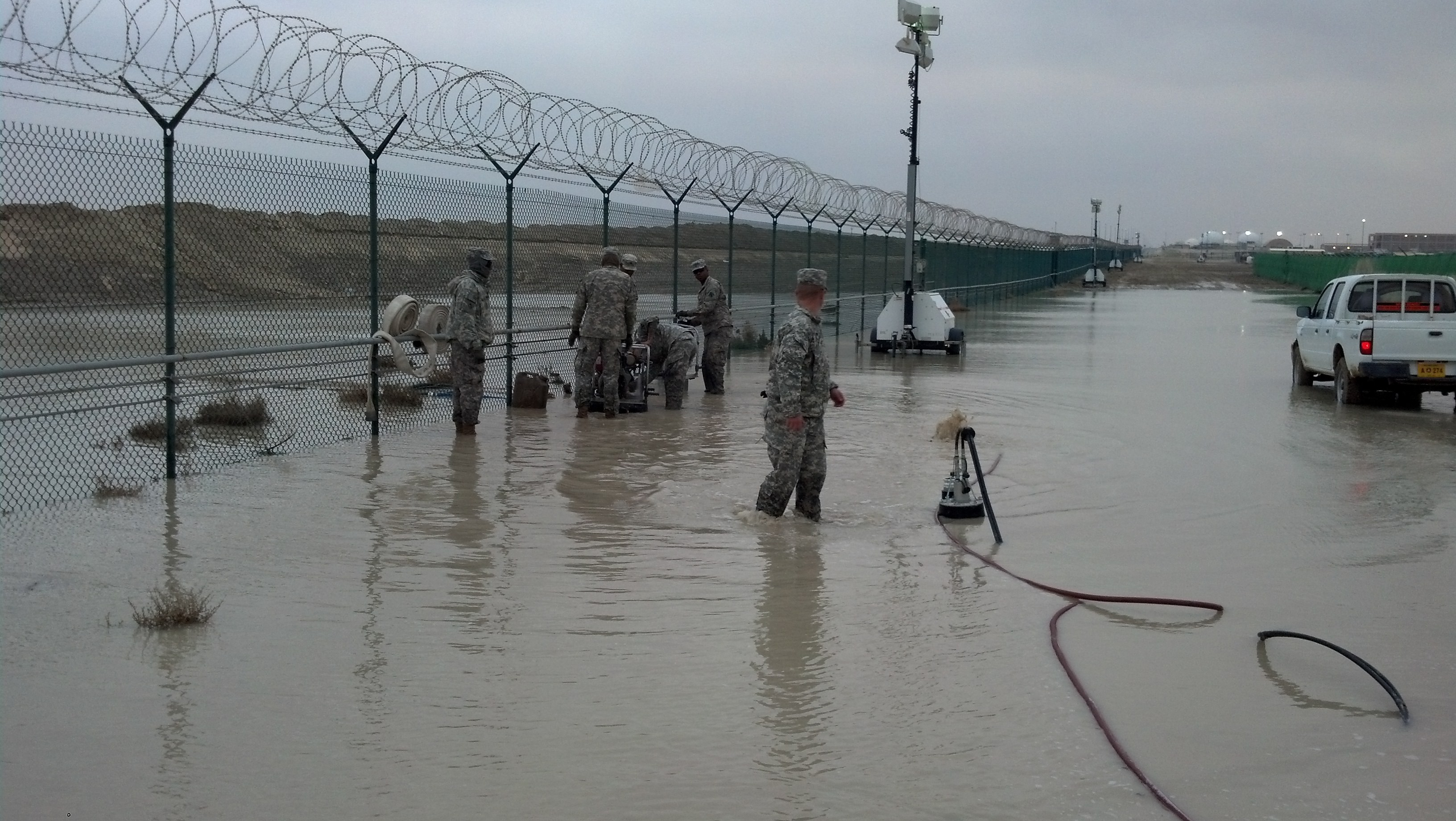
مياه الفيضانات في معسكر عريفجان بالكويت، بعد الفيضانات المفاجئة في نوفمبر 2013.

تحدث الفيضانات في الكويت في المقام الأول بسبب هطول الأمطار الغزيرة المفاجئة، مما يؤدي إلى الجريان السطحي السريع بسبب التضاريس الصحراوية والبنية التحتية غير الكافية للصرف. مركز الأرصاد الجوية الكويتي مسؤول عن مراقبة الأحوال الجوية وإصدار التحذيرات بشأن الظواهر الجوية المتطرفة، بما في ذلك الفيضانات. في حين يبلغ متوسط هطول الأمطار السنوي في الكويت حوالي 100 ملم، يمكن أن تحدث فيضانات مفاجئة عندما تتجاوز الأمطار الغزيرة قدرة المناطق الحضرية على تصريف المياه، مما يشكل مخاطر على السكان والبنية التحتية.

## قائمة الفيضانات
- حدث أول فيضان مسجل في الكويت في 14 ديسمبر 1934، ويسمى الفيضان الهدامة، أي المدمر.[5] أدى هذا الفيضان إلى تدمير حوالي 500 منزل ونزوح ما يقدر بنحو 18 ألف شخص. وتشير التقارير إلى أن الفيضانات أسفرت عن مقتل 15 شخصا على الأقل وتسببت في أضرار جسيمة بالممتلكات. وأفادت التقارير أن أكثر من 18% من إجمالي المساكن في الكويت تأثرت.[6]